# Vol à voile aux Jeux olympiques d'été de 1936
Le vol à voile aux Jeux olympiques d'été de 1936 est un sport de démonstration. Le sport du vol à voile se développe en Allemagne dans les années 1920 mais se répand plus largement jusqu'en 1936, permettant une démonstration internationale au Comité international olympique (CIO).
Aucun concours n'a eu lieu et aucun prix n'a été autorisé par le CIO. L'Internationale Studienkommission für den motorlosen Flug (ISTUS), qui sera plus tard une composante de la FAI Gliding Commission, avait voulu remettre des prix, sans succès. Cependant, un Suisse, Hermann Schreiber, a reçu une médaille d'or pour son vol à travers les Alpes en 1935.
La démonstration aux Jeux olympiques de Berlin de 1936 a lieu à l'aérodrome de Berlin-Staaken le 4 août. Vingt-et-un pilotes de sept pays (Bulgarie, Italie, Hongrie, Yougoslavie, Suisse, Allemagne et Autriche) y prennent part, dont l'Allemande Hanna Reitsch. La veille, une aile de planeur s'est cassée lors d'un vol de voltige d'un Autrichien, Ignaz Stiefsohn, qui est tué.
Le pilote hongrois Lajos Rotter déclare le 10 août au soir à Rangsdorf qu'il s'envolera le lendemain pour Kiel, où se déroulent les épreuves olympiques de voile. Il fait alors voler son planeur Nemere à Kiel par mauvais temps. Arrivé au-dessus de Kiel à 650 m d'altitude, il salue le site olympique avec deux boucles et atterrit à Holtenau 4h31 après le lancement. La distance parcourue était de 336,5 km. C'est alors le plus long vol déclaré réalisé par un planeur.
Le vol à voile est officiellement accepté par le Comité international olympique (CIO) lors de sa conférence du Caire de 1938 dans le cadre du groupe de sports facultatifs et devait être organisé pour la première fois aux Jeux olympiques d'été de 1940. Un planeur olympique, le DFS Olympia Meise, est choisi en 1939 mais les Jeux ont été annulés en raison du déclenchement de la guerre d'Hiver finno-russe,. Le sport est resté sur la liste des sports optionnels jusqu'en 1956, lorsque le CIO a décidé d'abolir cette liste. Aucun des organisateurs jusqu'en 1956 n'avait choisi d'accueillir des événements de vol à voile. La Fédération aéronautique internationale, formée à la suite du Congrès olympique de 1905, est actuellement reconnue par le CIO, mais aucune de ses disciplines (dont le vol à voile) ne semble proche de l'inclusion olympique.